# Ferrovie del Sud Est

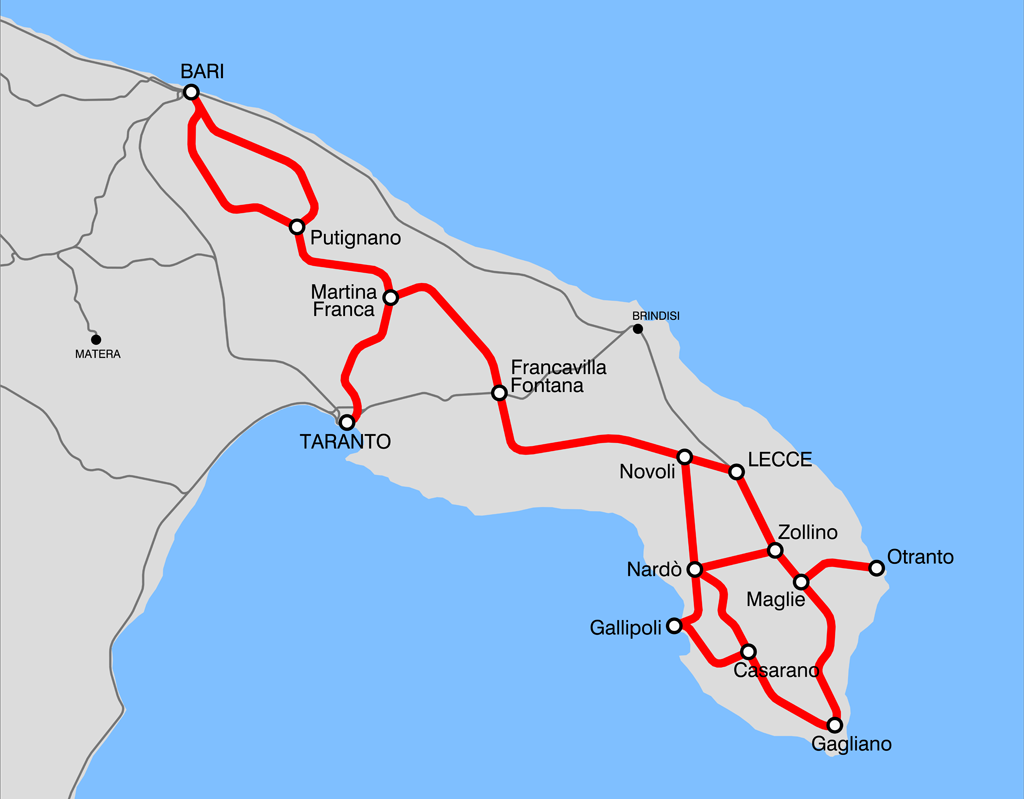
A társaság vonalhálózata

A Ferrovie del Sud Est (FSE) egy vasúttársaság az olaszországi Apulia régióban. A vállalat a Lecce-től délre fekvő comuni, valamint Bari, Brindisi és Taranto tartományokban működik. A vállalat autóbuszjáratokat is üzemeltet. 2016 augusztusában a hálózatát a Ferrovie dello Stato Italiane vette át a vállalat pénzügyi problémái miatt. A vállalat jelenleg teljes egészében az olasz közlekedési minisztérium tulajdonában van.

## Vonalak
A Ferrovie del Sud Est az alábbi vonalakat üzemelteti:
- Linea 1: Bari–Martina Franca–Taranto-vasútvonal és Bari-Casamassima-Putignano-vasútvonal
- Linea 2: Martina Franca–Lecce-vasútvonal
- Linea 3: Novoli-Gagliano del Capo-vasútvonal
- Linea 4: Gallipoli–Casarano-vasútvonal
- Linea 5: Zollino–Gallipoli-vasútvonal
- Linea 6: Maglie–Gagliano del Capo-vasútvonal
- Linea 7: Lecce–Otranto-vasútvonal